# Chiesa di San Francesco Saverio alla Garbatella
La chiesa di San Francesco Saverio alla Garbatella è una chiesa di Roma, nel quartiere Ostiense, in piazza Damiano Sauli.

## Storia
La chiesa, costruita su progetto di Alberto Calza Bini, fu eretta a parrocchia il 1º maggio 1933 da Pio XI con la costituzione apostolica "Quo omnes sacrorum", ed è sede del titolo cardinalizio “San Francesco Saverio alla Garbatella”.
La chiesa divenne famosa perché fu la prima parrocchia visitata da Giovanni Paolo II appena eletto papa; tre mesi dopo l'elezione infatti, la domenica 3 dicembre 1978, il pontefice fece visita al quartiere e alla parrocchia, ai quali era legato da un ricordo particolare e personale:
(Giovanni Paolo II, Omelia pronunciata il 3 dicembre 1978)

## Descrizione

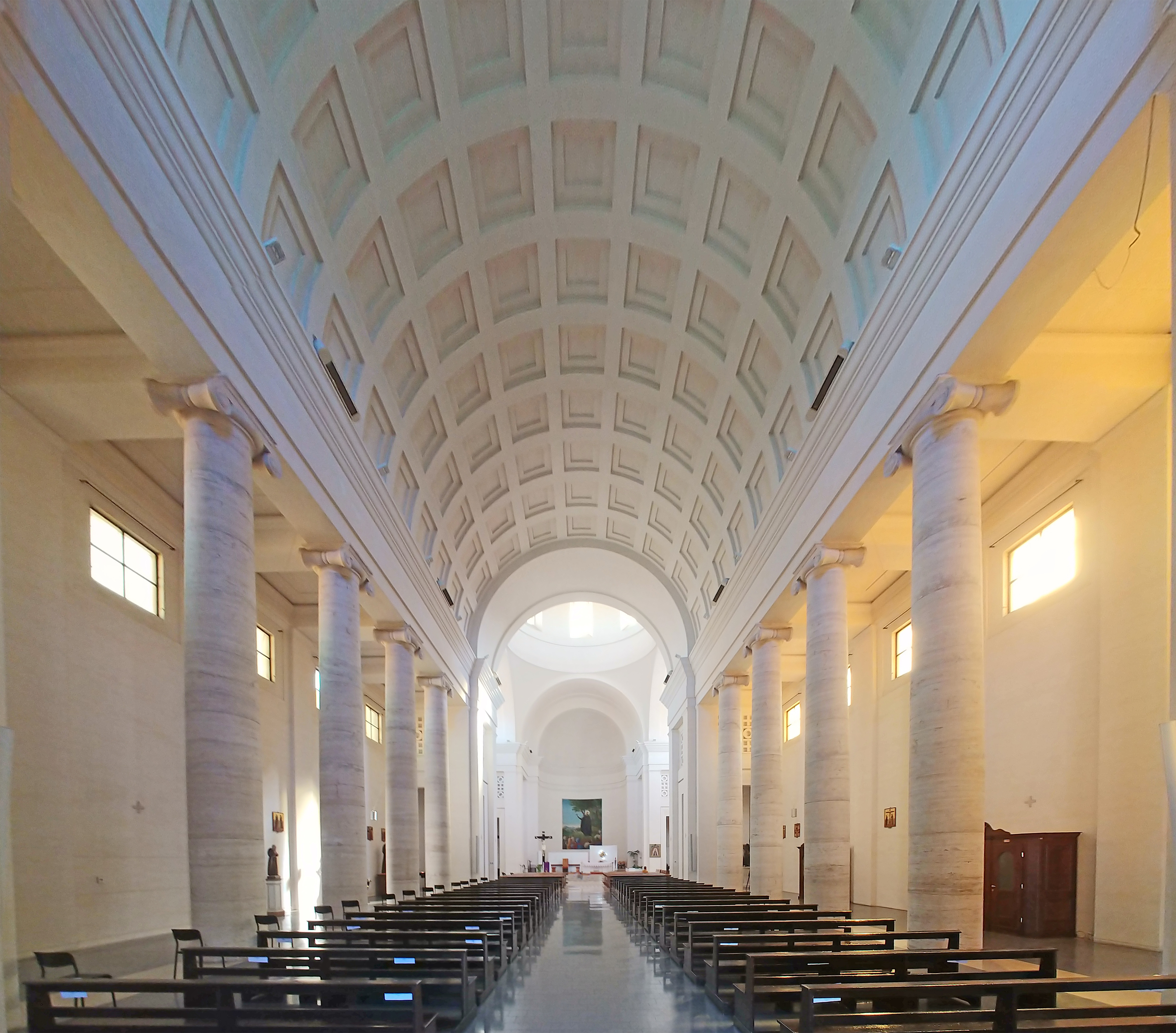
L'interno

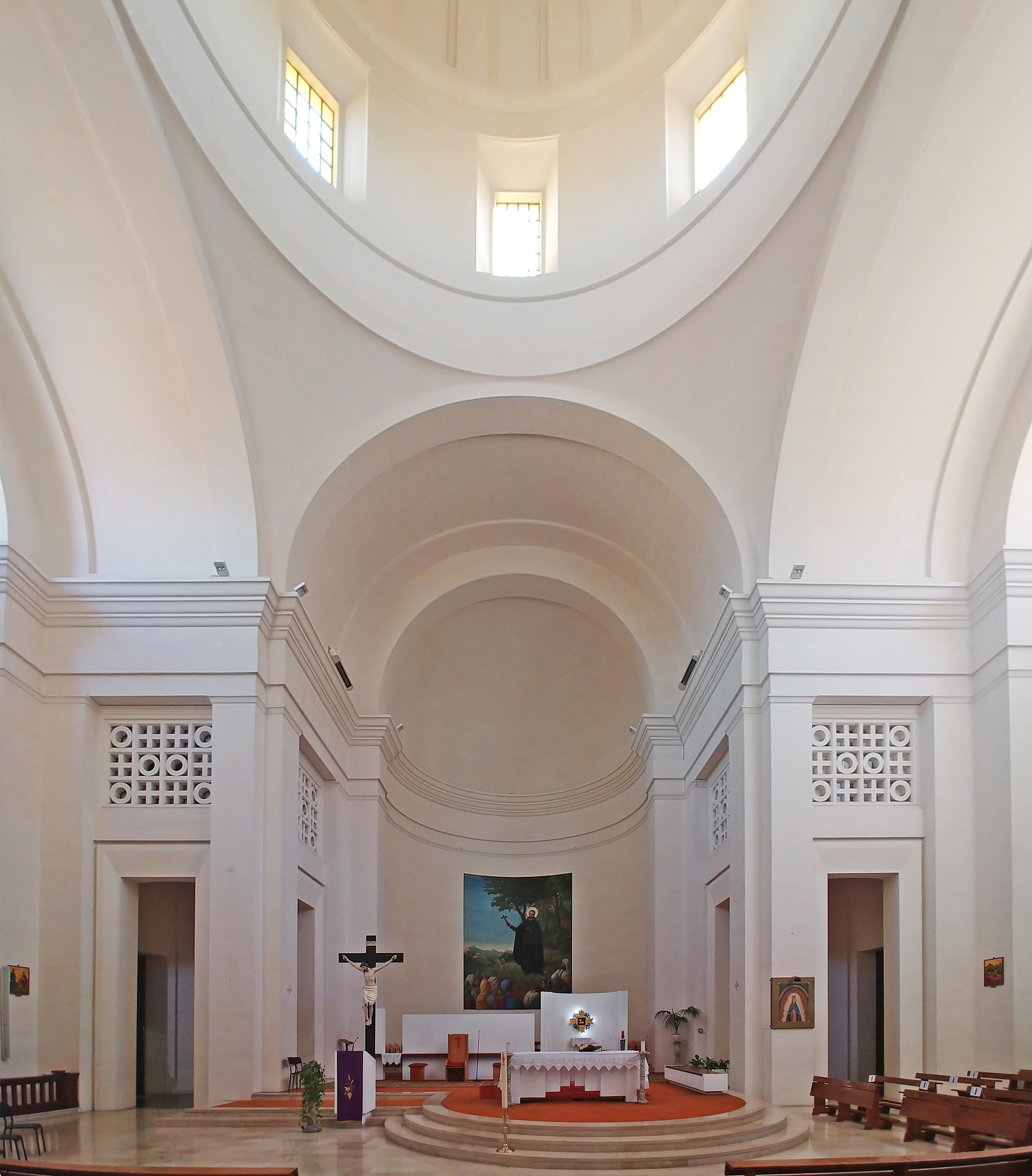
Il presbiterio

La facciata è in laterizio e travertino; il portale centrale è sormontato da una grande finestra in una lunetta, sopra la quale lo stemma di Pio XI. La chiesa è arricchita da un'alta cupola.
L'interno della chiesa si presenta a tre navate, suddivise da colonne con capitelli di stile ionico, con transetto. Nell'abside è posta una grande tela che raffigura il santo nell'atto di predicare. Nel transetto sono altre due tele: a destra la raffigurazione della Madonna del Divino Amore che soccorre Roma dopo i bombardamenti del 1943; a sinistra Gesù in gloria con angeli. Ai lati dell'ingresso due bronzi con la Crocifissione e la Madonna.